# 大里奇卡河

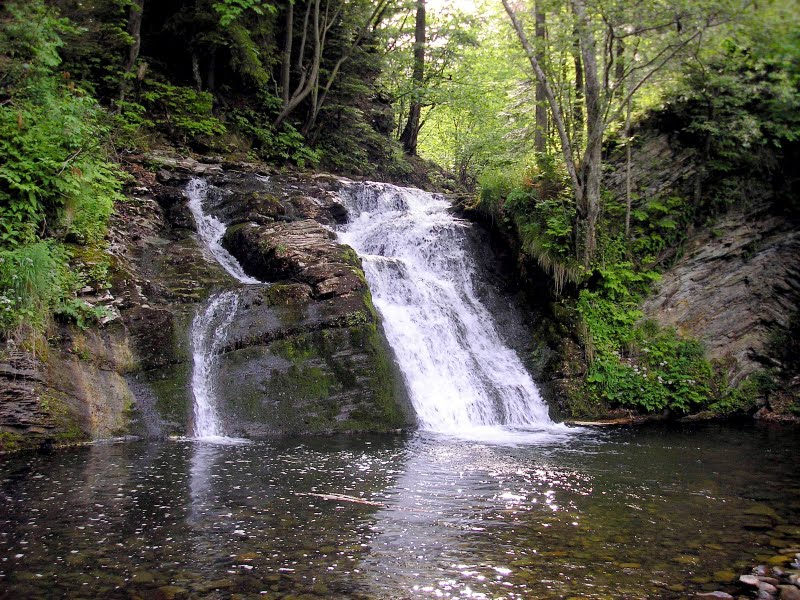

大里奇卡河（烏克蘭語：Велика Річка），是烏克蘭的河流，位於該國西部利沃夫州，流經斯特雷區，屬於斯特雷河的右支流，河道全長8.6公里，河口處在科爾欽。